# Tri Yann en concert
Albums de Tri Yann
Portraits La Veillée du troisième millénaire
En concert est le deuxième album live de Tri Yann sorti en 1996 sous la forme d'un double CD.

## Présentation
L'album est également sorti en version simple CD de 17 titres au lieu de 25 dans la version double. Il regroupe des titres enregistrés en 1994 et 1996. On y retrouve les chansons standards réarrangées (Dans les prisons de Nantes, Ce sont les filles des Forges, etc.) On peut y écouter les contes de Jean-Louis Jossic (Kantik Santez Lena, Les Métamorphoses de Madeleine) et deux chansons inédites : Les 90 maçons et Vive la République, vive la liberté. On y retrouve aussi deux chansons du précédent album studio Portraits.

## Titres
| 1.  | Dans les prisons de Nantes                                   | 4:17 |
| 2.  | An Distro euz a vro-zaoz                                     | 6:14 |
| 3.  | Si mort a mors                                               | 4:20 |
| 4.  | Mrs McDermott / Roches favorites                             | 5:09 |
| 5.  | La Ville que j'ai tant aimée                                 | 4:08 |
| 6.  | Chanson de Pelot d'Hennebont                                 | 3:15 |
| 7.  | Les 90 maçons (inédit)                                       | 4:17 |
| 8.  | Le Soleil est noir                                           | 5:13 |
| 9.  | Bélénos (conte)                                              |      |
| 10. | Kan An Alarc'h                                               | 3:29 |
| 11. | Le Dauphin                                                   | 3:15 |
| 12. | Song for Ye Jacobites                                        | 3:42 |
| 13. | Le Lichen jaune de Saint-Guildo (conte) / Kantik Santez Lena | 5:40 |
| 14. | Bulldozer !                                                  |      |
| 15. | Complainte gallaise                                          |      |
| 16. | Brian Boru                                                   | 3:02 |

| 1. | Guerre, guerre, vente, vent / la fleur d'Ugénie       | 3:42 |
| 2. | Le Mariage insolite de Marie la Bretonne              |      |
| 3. | Chanson à boire                                       | 3:18 |
| 4. | Kan ar Kann                                           | 8:11 |
| 5. | Le Loup, le Renard, la Jument de Michaud (Horse reel) | 6:13 |
| 6. | Les Métamorphoses de Madeleine Bernard (conte)        | 5:26 |
| 7. | Madeleine Bernard                                     | 3:59 |
| 8. | Ce sont les filles des Forges                         | 5:07 |
| 9. | Vive la République, vive la liberté (inédit)          | 3:44 |

Le deuxième disque contient également des données bonus lisibles sur ordinateur.
Les 8 titres suivants ne figurent que sur la version double CD et pas sur la version simple : An Distro Euz A Vro-Zaoz - La Ville Que J'ai Tant Aimée - Belenos (La Genèse - Conte) - Le Lichen Jaune De St Guildo (Conte) / Kantik Santez Lena - Bulldozer ! - Complainte Gallaise - Le Mariage Insolite De Marie La Bretonne - Chanson À Boire

## Musiciens
- Jean Chocun : chant, dulcimer, guitare acoustique, mandoline
- Jean-Paul Corbineau : chant, guitare acoustique
- Jean-Louis Jossic : chant, bombardes, chalémie, cromorne, psaltérion, whistles
- Gérard Goron : chant, batterie, mandoloncelle
- Louis-Marie Séveno : chant, basse, violon, whistle
- Jean-Luc Chevalier : basse, guitares acoustique et électrique
- Christophe Le Helley : chant, bombarde, claviers, cromorne, flûtes, harpe bardique, veuze - jonglage